# カンダホールディングス
カンダホールディングス株式会社（英: Kanda Holdings Co.,Ltd.）は、東京都千代田区に本社を置く持株会社で、傘下子会社で貨物運送・梱包・情報処理業などを行っている。
2009年4月、「カンダコーポレーション株式会社」から「カンダホールディングス株式会社」に社名変更して純粋持株会社に移行し、展開する全ての事業を会社分割で新設した「カンダコーポレーション株式会社」に譲渡した。

## 沿革
- 1943年（昭和18年）11月 ‐ 神田区内の運送会社16社が統合され「神田運送株式会社」が設立される
- 1948年（昭和23年）4月 ‐ 東京 ‐ 桐生間にて定期便の運行を開始
- 1950年（昭和25年）2月 ‐ 東京 ‐ 甲府間にて定期便の運行を開始
- 1952年（昭和27年）8月 ‐ 東京 ‐ 宇都宮間にて定期便の運行を開始
- 1963年（昭和38年）11月 ‐ 東京都北区浮間にトラックターミナルを開設
- 1977年（昭和52年）8月 ‐ 東京都江東区有明に物流センターを開設
- 1988年（昭和63年）3月 ‐ 仙台市泉区に物流センターを開設
- 1990年（平成2年）10月 ‐ 東京都北区浮間に流通ビル「PRO‐1浮間」を開設
- 1991年（平成3年）10月 ‐ 社名を「カンダコーポレーション株式会社」に変更
- 1994年（平成6年）10月 ‐ 東京証券取引所第二部に株式を上場
- 2009年（平成21年）4月 ‐ 会社分割し、純粋持株会社に移行

## 取引銀行
- 三井住友銀行
- 商工組合中央金庫
- みずほ銀行
- りそな銀行
- 三菱UFJ銀行
- 足利銀行

## 関連会社
- カンダコーポレーション株式会社
- 株式会社カンダコアテクノ
- 株式会社アサクラ
- 株式会社オービーエス
- 神協運輸株式会社
- 関西配送株式会社
- 株式会社神田エンタープライズ
- カンダハーティーサービス株式会社
- 神田ファイナンス株式会社
- カンダ物流株式会社
- 株式会社ケイ・コム
- 埼玉配送株式会社
- 株式会社ジェイピーエル
- 株式会社中村エンタープライズ
- ニュースターライン株式会社
- 株式会社ペガサスグローバルエクスプレス
- ベルトランス株式会社
- 株式会社名岐物流サービス
- 株式会社モリコー
- ヤマナシ流通株式会社
- 株式会社レキスト
- 株式会社ロジメック
- 株式会社ロジメディカル
- ワカバ運輸株式会社
- Pegasus Global Express(Thailand)Co.,Ltd,
- PT.Pegasus Global Express Indonesia